# 콜롬비아작은귀땃쥐
콜롬비아작은귀땃쥐(Cryptotis colombiana)는 땃쥐과에 속하는 포유류의 일종이다. 콜롬비아의 고유종으로 해발 1750에서 2800m 사이의 안티오키아 주 코르디예라 오리엔탈 산맥 중앙부에서 발견된다. 산지 숲과 경작지에서 서식한다. 이스턴코르디예라작은발땃쥐를 닮았다.